# داليان شيده
نادي داليان شيده (بالإنجليزية: Dalian Shide F.C.)‏ هو نادي كرة قدم في الصين تأسس في 1982. يلعب في دوري السوبر الصيني. يدربه نيلو فينغادا.

## اللاعبون
ملاحظة: تشير الأعلام إلى المنتخب الوطني على النحو المحدد في قواعد الأهلية للفيفا. قد يحمل اللاعبون أكثر من جنسية واحدة غير تابعة للفيفا.
| الرقم | البلد    | المركز | اللاعب         |
| ----- | -------- | ------ | -------------- |
| 1     | الصين    | حارس   | جين يانغ يانغ  |
| 5     | الصين    | مدافع  | تشاو مينغ جيان |
| 6     | الصين    | مدافع  | لو بنغ         |
| 7     | الصين    | وسط    | أدريانو        |
| 8     | الصين    | وسط    | مارتن كامبروف  |
| 9     | بلغاريا  | وسط    | زهو تينغ       |
| 10    | البرازيل | وسط    | زاو هونغلو     |
| 11    | الصين    | وسط    | تشنغ يوكون     |
| 12    | الصين    | مهاجم  | يانغ بويو      |
| 4     | الصين    | مدافع  | شيويه يانان    |
| 3     | الصين    | مدافع  | تشنغ جيان فنغ  |
| 2     | الصين    | مدافع  | سن شوبو        |

## البطولات
| البطولة            | مرات الفوز | الأعوام أو المواسم |
| ------------------ | ---------- | ------------------ |
| دوري السوبر الصيني | 1          | 2005               |
| كأس السوبر الصينية | 3          | 1997-2001-2003     |